# Yoram Ish-Hurwitz
Yoram Ish-Hurwitz (Amsterdam, 1968) is een Nederlandse pianist. Hij begon zijn studie bij Danièle Dechenne en Jan Wijn aan het Sweelinck Conservatorium in Amsterdam. Als eerste Nederlandse pianist studeerde hij vervolgens gedurende twee jaar aan de Juilliard School in New York bij de Hongaarse pianist György Sándor. Na het voltooien van deze studie werd hij opgenomen in de solistenklas van de vermaarde pianopedagoog Karl-Heinz Kämmerling in Hannover bij wie hij eveneens twee jaar studeerde.
In 1988 won hij de tweede prijs op het Eduard Flipse Pianoconcours in Rotterdam. Drie jaar later werd hem door een internationale jury unaniem de Jacques Vonkprijs toegekend. Sindsdien treedt hij veelvuldig op in Nederland, waaronder vele malen in het Concertgebouw in Amsterdam. Daarnaast is hij regelmatig te gast als solist bij verschillende orkesten en gaf hij recitals in Noorwegen, Duitsland, Slowakije, Tsjechië, Italië, het Verenigd Koninkrijk en de Verenigde Staten. Sinds 2003 is hij een Steinway Artist. Vanaf 2010 is Ish-Hurwitz artistiek leider van Oranjewoud Festival, een jaarlijks muziekfestival in zijn Friese woonplaats Oranjewoud. Daarnaast is hij sinds enkele jaren programmeur bij SPOT Groningen.
Van Ish-Hurwitz zijn acht solo-cd's verschenen met werken van Franz Schubert, Frédéric Chopin, Modest Moussorgsky, Sergej Prokofjev en de integrale uitvoering van de 'Années de Pèlerinage' van Franz Liszt en 'Iberia' van Isaac Albéniz. Hij is een oom van de violiste Noa Wildschut, met wie hij in 2017 een cd opnam.